# Javier Pinola
Javier Horacio Pinola (* 24. Februar 1983 in Olivos, Provinz Buenos Aires) ist ein argentinischer Fußballspieler, der auch die italienische Staatsangehörigkeit besitzt. Aktuell ist er als Co-Trainer unter Miroslav Klose beim 1. FC Nürnberg tätig, sowie als Amateur beim FC Oberhaid.

## Karriere als Spieler

### Anfänge in Argentinien und Spanien
Der Defensivspieler, der vorwiegend auf der linken Abwehrseite eingesetzt wird, spielte zunächst in der Jugend bei seinem Heimatverein Huracán de Tres Arroyos. Von 2000 bis 2002 bei den Chacarita Juniors und machte dort 55 Spiele (1 Tor).
2002 wechselte Pinola nach Europa zum spanischen Erstligisten Atlético Madrid. Nachdem er dort in eineinhalb Jahren nur zweimal zum Einsatz gekommen war, wurde er Anfang 2004 von den Madrilenen an den argentinischen Verein Racing Club Avellaneda ausgeliehen. Dort war er eineinhalb Jahre lang Stammspieler und erreichte in der Clausura 2005 Platz 3 der Primera División, das beste Vereinsergebnis seit längerem, bevor er 2005 wieder nach Europa zurückkehrte.

### Bundesliga in Nürnberg
Zur Saison 2005/06 wurde Pinola erneut von Madrid ausgeliehen und wechselte für ein Jahr zum deutschen Bundesligisten 1. FC Nürnberg. In der Hinrunde kam der Argentinier noch unregelmäßig zum Einsatz, in der Rückrunde gehörte er aber fest zum Stamm der Mannschaft. Mit Platz 8 erreichte der Verein die beste Platzierung seit den frühen 90er Jahren. Deshalb wurde zunächst der Leihvertrag bis 2007 verlängert und, nachdem man sich mit Madrid auf eine Ablösesumme einigen konnte, unterschrieb Pinola bis 2010 beim FCN. Im Erfolgsjahr 2006/07 stand er ab dem zweiten Spieltag in allen Saisonspielen auf dem Platz. Als linker Außenverteidiger gehörte er zur erfolgreichsten Abwehrreihe der Bundesliga mit nur 32 Gegentoren gleichauf mit Schalke 04. Noch erfolgreicher verlief der Pokalwettbewerb, in dem er alle Spiele bestritt und mit zwei Torvorlagen und zwei Treffern im Elfmeterschießen zum Erreichen des Finales und dort schließlich zum Sieg über den Meister VfB Stuttgart beitrug. Nach der Saison wählte das Kicker Sportmagazin Pinola zum besten Außenverteidiger der Rückrunde 2006/07.

### Abstieg, Wiederaufstieg und Klassenerhalt
Früh in der Saison 2007/08 erlitt Pinola im Bundesliga-Spiel gegen Bayer Leverkusen am 26. September 2007 eine Knochenabsplitterung im linken Unterschenkel und fehlte seinem Verein bis Weihnachten, der die Hinrunde auf einem Abstiegsplatz beendete. Im ersten Spiel der Rückrunde am 2. Februar 2008 gegen den Karlsruher SC spielte er wieder und spielte von da an bis auf eine Gelbsperre bis zum Saisonende durch. Trotzdem konnte sich der Verein nicht mehr retten und stieg ab.

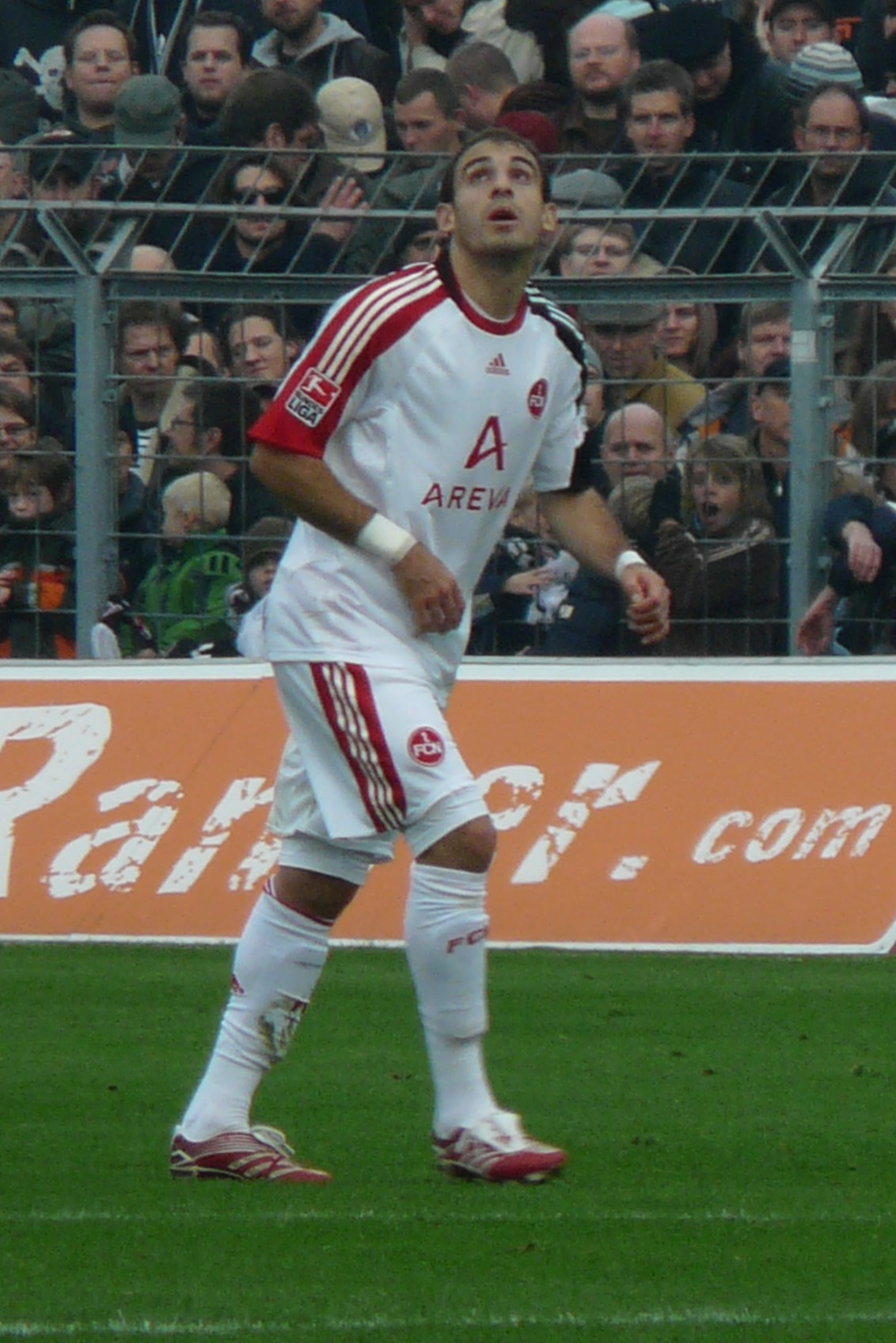
Javier Pinola 2008

Zu Beginn der Saison 2008/09 zeigte Pinola, wie die ganze Mannschaft, Verunsicherung und hatte eine leichte Schwächephase. Dies und große Personalnot in der Abwehr führten dazu, dass er schließlich als linker Innenverteidiger, und nicht mehr als linker Außenverteidiger eingesetzt wurde. Neben Torhüter Raphael Schäfer ist er der einzige Spieler, der die gesamte Hinrunde durchspielte. In der Rückrunde kam er bis auf eine Gelbsperre in allen Spielen zum Einsatz. Im einzigen Spiel ohne Pinola gab es mit 2:6 die einzige hohe Saisonniederlage der Nürnberger, die trotz dieses Ausreißers die mit Abstand beste Abwehr der 2. Liga stellten. Am Ende erreichte der Club mit Platz 3 die Relegationsspiele, wo man souverän ohne Gegentor den sofortigen Wiederaufstieg perfekt machte. Das Kicker Sportmagazin kürte Pinola schließlich zum drittbesten Innenverteidiger der Rückrunde.
Auch in der Saison 2009/10 gehörte Pinola, der nun wieder als linker Außenverteidiger auflief, zu den wichtigsten Spielern des Clubs. Bis auf eine Gelbsperre am 19. Spieltag stand er bei allen Liga- und Pokalpartien in der Startelf und wurde dabei nur einmal ausgewechselt. Am Ende lag Nürnberg auf dem Relegationsplatz. Im Hinspiel sah Pinola seine zehnte Gelbe Karte und war somit für das Rückspiel gesperrt; doch auch ohne ihn gelang der Klassenerhalt. Es war allerdings auch Pinolas erste Nürnberger Saison, in der ihm kein Tor gelang.
In der Sommerpause unterschrieb er trotz mehrerer Angebote anderer Vereine einen neuen Dreijahresvertrag bis 2013 beim 1. FC Nürnberg. Der auslaufende Vertrag wurde im Mai 2013 um zwei weitere Jahre bis 2015 verlängert.
Zum Saisonende 2014/15 konnte man sich nicht auf einen neuen Vertrag einigen, daher verließ Javier Pinola nach zehn Jahren Vereinszugehörigkeit den 1. FC Nürnberg.

### Rückkehr nach Argentinien
Ende Juni 2015 wurde Pinolas Wechsel in die argentinische Heimat zu Rosario Central bekannt.
Zur Saison 2017/18 wechselte Pinola zu River Plate, seinem Lieblingsverein aus der Kindheit. Dort konnte er zahlreiche Titel gewinnen, darunter die argentinische Meisterschaft 2021 und die Copa Libertadores 2018, die wichtigsten Trophäe im südamerikanischen Fußball, wo er in beiden Finalspielen auf dem Platz stand. Im November 2022 beendete Pinola seine Profi-Karriere.

### Nationalmannschaft
Pinola wurde im Jahr 2003 Südamerikameister mit der argentinischen U-20-Nationalmannschaft. 
Zum Saisonende 2007 wurde Pinola für das Freundschaftsspiel gegen die Schweiz am 2. Juni erstmals für den Kader der argentinischen Nationalmannschaft nominiert; am 5. Juni gab er sein Länderspieldebüt; beim 4:3-Sieg gegen Algerien im Camp Nou in Barcelona spielte er über 90 Minuten.
Er stand daraufhin auch als Außenverteidiger im Aufgebot der argentinischen Nationalmannschaft für die in Venezuela stattfindende Copa América (26. Juni – 15. Juli 2007). Er wurde von Nationalcoach Alfio Basile aber wieder aus dem Kader gestrichen und musste seinen Platz im Aufgebot für Juan Román Riquelme räumen, der kurzfristig in die Nationalmannschaft zurückgekehrt war.
Am 9. März 2016 wurde bekannt gegeben, dass Pinola wieder für die argentinische Nationalmannschaft nominiert wurde. Er soll bei den WM-Qualifikationsspielen gegen Chile und Bolivien aushelfen. Gegen Bolivien spielte er über 90 Minuten und gewann mit der Mannschaft 2:0.

## Nach der aktiven Karriere
Pinola ist seit dem 13. August 2024 Co-Trainer unter Miroslav Klose bei „seinem“ Verein, dem 1. FC Nürnberg.
Seit Anfang 2025 spielt Pinola als Amateur beim Bezirksligisten FC Oberhaid wieder aktiv Fußball.

## Beliebtheit in Nürnberg

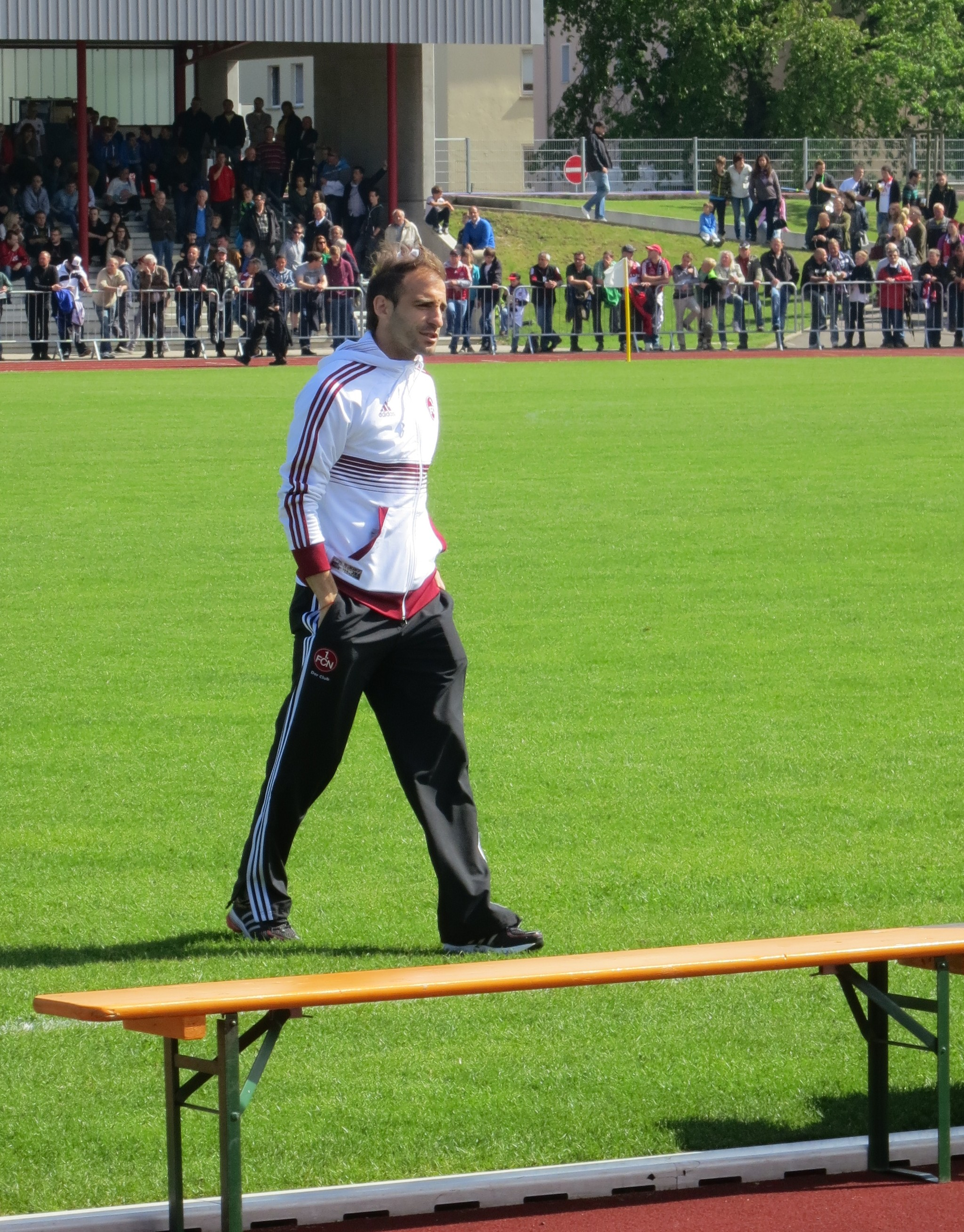
Javier Pinola 2013

Als Pokalheld, aber vor allem wegen seines leidenschaftlichen Einsatzes ist „Pino“ ein Publikumsliebling in Nürnberg. Allerdings führte seine hohe Motivation auch oft zu Disputen mit den Schiedsrichtern und zu gelben Karten, weshalb er häufig an der Grenze zu Gelbsperren oder Platzverweisen stand. Wegen seines Gerechtigkeitssinns hat er auch den Spitznamen „Robin Hood“. Nach dem Gang in die Zweitklassigkeit 2008 gehörte der Argentinier zu den ersten Kandidaten für einen Vereinswechsel, aber auch weil er nach dem feststehenden Abstieg weinend in die Fankurve kam, rief der Fan-Club Internettis unmittelbar danach die Aktion „Pinola muss bleiben!“ ins Leben. Auf der Internetseite sprachen sich innerhalb weniger Tage tausende Personen für ein Bleiben Pinolas aus. Schlussendlich kamen in dieser bisher einmaligen Aktion über 22.500 Einträge zusammen, welche am 29. Juni, in sechs Kartons verpackt, an Pinola übergeben wurden.
Außerdem starteten zwei eingefleischte Pinola-Fans eine Plakat-Aktion. Sie hängten in der Nürnberger Innenstadt ca. 60 Plakate auf, auf denen der Text „Pinola muss bleiben – Pino, Du bist der Club“ zu lesen war. Am 24. Juni 2008 verkündete der 1. FC Nürnberg, dass Pinola seine schriftliche Zusage gegeben hatte, den Vertrag auch in der zweiten Liga zu erfüllen, auch oder vor allem weil die Fans sich so um ihn bemüht haben.
Ein im Jahr 2012 im Nürnberger Tiergarten geborenes Schabrackentapirweibchen wurde nach dem Fußballspieler „Pinola“ getauft.
Am 16. Dezember 2015 wurde Block 31 im Max-Morlock-Stadion nach Pinola benannt.
Im Jahr 2024 wurde das Club-Kids-Maskottchen, ein graues Panzernashorn, per Fan-Votig in Anlehnung an den langjährigen Publikumsliebling Pinola auf den Namen „Rhinola“ getauft.

## Erfolge
Nationalmannschaft
- U-20-Südamerikameister 2003

Nürnberg
- Deutscher Pokalsieger: 2007
- Aufstieg in die 1. Bundesliga: 2009

River Plate
- Copa Libertadores: 2018
- Recopa Sudamericana: 2019
- Argentinischer Meister: 2021
- Argentinischer Pokalsieger: 2017, 2019
- Argentinischer Superpokalsieger: 2017, 2019
- Argentinischer Ligasuperpokalsieger: 2021